# Giuseppe Massa
Giuseppe Massa (Nápoly, 1948. április 26. – Nápoly, 2017. október 17.) olasz labdarúgó, csatár, edző.

## Pályafutása
A Flegrea korosztályos csapatában kezdte a labdarúgást. 1965–66-ban az Internapoli játékosa volt. 1966 és 1972 között a Lazio csapatában játszott, ahol tagja volt az 1968–69-es Serie B bajnokcsapatnak. 1972 és 1974 között az Internazionale, 1974 és 1978 között a Napoli labdarúgója volt. A nápolyi csapattal 1976-ban olasz kupa-győztes lett. 1978 és 1981 között az Avellino, 1982 és 1984 között a Campania csapatában szerepelt. 1984-ben vonult vissza az aktív labdarúgástól.
Edzőként a Napoli ifjúsági csapatánál tevékenykedett.

## Sikerei, díjai
Lazio
- Olasz bajnokság – másodosztály (Serie B)
  - bajnok: 1968–69
- Coppa delle Alpi
  - győztes: 1971

 Napoli
- Olasz kupa (Coppa Italia)
  - győztes: 1976
- Angol-olasz ligakupa (Anglo-Italian League Cup / Coppa di Lega Italo-Inglese)
  - győztes: 1976
- Kupagyőztesek Európa-kupája (KEK)
  - elődöntős: 1976–77